# وزیر جنگ ایالات متحده آمریکا
وزیر جنگ ایالات متحده آمریکا (انگلیسی: United States Secretary of War) یکی از اعضای کابینه رئیس‌جمهور ایالات متحده آمریکا بود. وزیر جنگ ریاست وزارت جنگ ایالات متحده آمریکا را برعهده داشت. در سال ۱۹۴۷ این پست منحل شد. وزیر دفاع ایالات متحده آمریکا، وزیر ارتش ایالات متحده آمریکا و وزیر نیروی هوایی ایالات متحده آمریکا جایگزین‌های این وزیر هستند.

## فهرست وزیران

### Secretary at War (۱۷۸۱–۱۷۸۹)
| شماره | پرتره | نام              | ایالت اقامت | قبول پست    | ترک پست         | کنگره                         |
| ----- | ----- | ---------------- | ----------- | ----------- | --------------- | ----------------------------- |
| ۱     |       | Benjamin Lincoln | ماساچوست    | 1781        | 1783            | Congress of the Confederation |
| ۲     |       | هنری ناکس        | ماساچوست    | ۸ مارس ۱۷۸۵ | ۱۲ سپتامبر ۱۷۸۹ | Congress of the Confederation |

### وزیر جنگ (۱۷۸۹–۱۹۴۷)

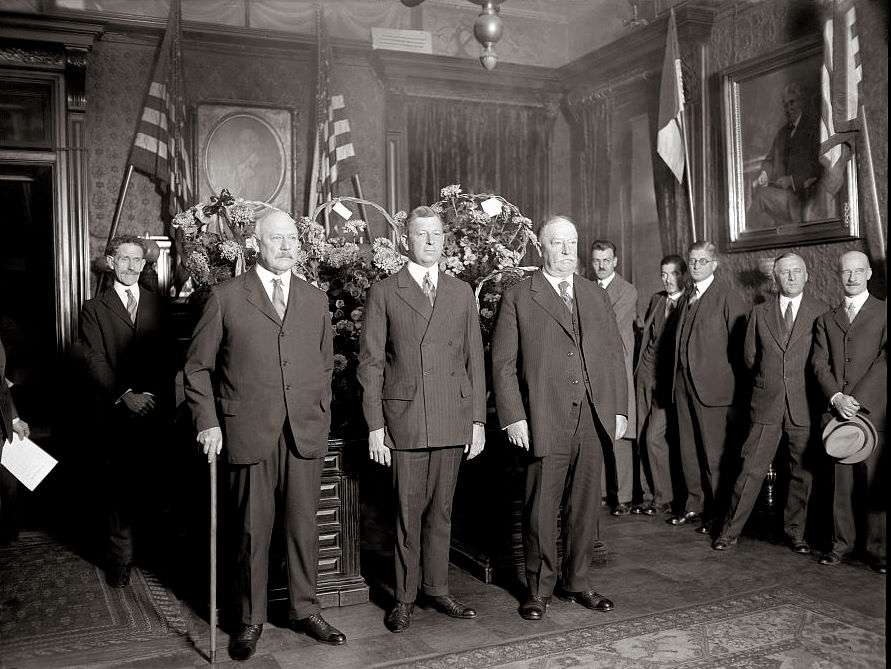
Swearing in of دوایت اف دیویس as Secretary of War in 1925. Former Secretaries جان دبلیو. ویکس and Chief Justice ویلیام هووارد تفت are standing beside him.

Parties
      بدون حزب
      فدرالیست
      دموکرات-جمهوری‌خواه
      دموکرات
      ویگ
      جمهوری‌خواه
| شماره | پرتره          | نام                            | ایالت اقامت     | قبول پست        | ترک پست         | رئیس جمهور(ان) | رئیس جمهور(ان)        |
| ----- | -------------- | ------------------------------ | --------------- | --------------- | --------------- | -------------- | --------------------- |
| ۱     |                | هنری ناکس                      | ماساچوست        | ۱۲ سپتامبر ۱۷۸۹ | ۳۱ دسامبر ۱۷۹۴  |                | جرج واشنگتن           |
| ۲     |                | تیموتی پیکرینگ                 | پنسیلوانیا      | ۲ ژانویه ۱۷۹۵   | ۱۰ دسامبر ۱۷۹۵  |                | جرج واشنگتن           |
| ۳     |                | James McHenry                  | مریلند          | ۲۷ ژانویه ۱۷۹۶  | ۱ ژوئن ۱۸۰۰     |                | جرج واشنگتن           |
| ۳     | جان آدامز      | James McHenry                  | مریلند          | ۲۷ ژانویه ۱۷۹۶  | ۱ ژوئن ۱۸۰۰     |                |                       |
| ۴     |                | ساموئل دکستر                   | ماساچوست        | ۱ ژوئن ۱۸۰۰     | ۳۱ ژانویه ۱۸۰۱  |                |                       |
| ۵     |                | Henry Dearborn                 | ماساچوست        | ۵ مارس ۱۸۰۱     | ۴ مارس ۱۸۰۹     |                | توماس جفرسون          |
| ۶     |                | William Eustis                 | ماساچوست        | ۷ مارس ۱۸۰۹     | ۱۳ ژانویه ۱۸۱۳  |                | جیمز مدیسون           |
| ۷     |                | جان آرمسترانگ جونیور.          | نیویورک         | ۱۳ ژانویه ۱۸۱۳  | ۲۷ سپتامبر ۱۸۱۴ |                | جیمز مدیسون           |
| ۸     |                | جیمز مونرو                     | ویرجینیا        | ۲۷ سپتامبر ۱۸۱۴ | ۲ مارس ۱۸۱۵     |                | جیمز مدیسون           |
| ۹     |                | ویلیام اچ. کرافورد             | جورجیا          | ۱ اوت ۱۸۱۵      | ۲۲ اکتبر ۱۸۱۶   |                | جیمز مدیسون           |
| ۱۰    |                | جان سی. کلهون                  | کارولینای جنوبی | ۸ اکتبر ۱۸۱۷    | ۴ مارس ۱۸۲۵     |                | جیمز مونرو            |
| ۱۱    |                | جیمز باربر                     | ویرجینیا        | ۷ مارس ۱۸۲۵     | ۲۳ مه ۱۸۲۸      |                | جان کوئینسی آدامز     |
| ۱۲    |                | Peter Buell Porter             | نیویورک         | ۲۳ مه ۱۸۲۸      | ۴ مارس ۱۸۲۹     |                | جان کوئینسی آدامز     |
| ۱۳    |                | جان ایتون                      | تنسی            | ۹ مارس ۱۸۲۹     | ۱۸ ژوئن ۱۸۳۱    |                | اندرو جکسون           |
| ۱۴    |                | لوئیس کاس                      | اوهایو          | ۱ اوت ۱۸۳۱      | ۵ اکتبر ۱۸۳۶    |                | اندرو جکسون           |
| ۱۵    |                | Joel Roberts Poinsett          | کارولینای جنوبی | ۷ مارس ۱۸۳۷     | ۴ مارس ۱۸۴۱     |                | مارتین ون بورن        |
| ۱۶    |                | جان بل                         | تنسی            | ۵ مارس ۱۸۴۱     | ۱۳ سپتامبر ۱۸۴۱ |                | ویلیام هنری هریسون    |
| ۱۶    | جان تایلر      | جان بل                         | تنسی            | ۵ مارس ۱۸۴۱     | ۱۳ سپتامبر ۱۸۴۱ |                |                       |
| ۱۷    |                | John Canfield Spencer          | نیویورک         | ۱۲ اکتبر ۱۸۴۱   | ۴ مارس ۱۸۴۳     |                |                       |
| ۱۸    |                | James Madison Porter           | پنسیلوانیا      | ۸ مارس ۱۸۴۳     | ۱۴ فوریه ۱۸۴۴   |                |                       |
| ۱۹    |                | ویلیام ویلکینز                 | پنسیلوانیا      | ۱۵ فوریه ۱۸۴۴   | ۴ مارس ۱۸۴۵     |                |                       |
| ۲۰    |                | ویلیام ال. مارسی               | نیویورک         | ۶ مارس ۱۸۴۵     | ۴ مارس ۱۸۴۹     |                | جیمز ناکس پولک        |
| ۲۱    |                | George W. Crawford             | جورجیا          | ۸ مارس ۱۸۴۹     | ۲۲ ژوئیه ۱۸۵۰   |                | زکری تیلور            |
| ۲۲    |                | چارلز ام. کونراد               | لوئیزیانا       | ۱۵ اوت ۱۸۵۰     | ۴ مارس ۱۸۵۳     |                | میلارد فیلمور         |
| ۲۳    |                | جفرسون دیویس                   | میسیسیپی        | ۷ مارس ۱۸۵۳     | ۴ مارس ۱۸۵۷     |                | فرانکلین پیرس         |
| ۲۴    |                | John B. Floyd                  | ویرجینیا        | ۶ مارس ۱۸۵۷     | ۲۹ دسامبر ۱۸۶۰  |                | جیمز بیوکنن           |
| ۲۵    |                | Joseph Holt                    | کنتاکی          | ۱۸ ژانویه ۱۸۶۱  | ۴ مارس ۱۸۶۱     |                | جیمز بیوکنن           |
| ۲۶    |                | سایمون کامرون                  | پنسیلوانیا      | ۵ مارس ۱۸۶۱     | ۱۴ ژانویه ۱۸۶۲  |                | آبراهام لینکلن        |
| ۲۷    |                | Edwin M. Stanton               | پنسیلوانیا      | ۲۰ ژانویه ۱۸۶۲  | ۲۸ مه ۱۸۶۸      |                | آبراهام لینکلن        |
| ۲۷    | اندرو جانسون   | Edwin M. Stanton               | پنسیلوانیا      | ۲۰ ژانویه ۱۸۶۲  | ۲۸ مه ۱۸۶۸      |                |                       |
| ۲۸    |                | John McAllister Schofield      | ایلینوی         | ۱ ژوئن ۱۸۶۸     | ۱۳ مارس ۱۸۶۹    |                |                       |
| ۲۹    |                | John Aaron Rawlins             | ایلینوی         | ۱۳ مارس ۱۸۶۹    | ۶ سپتامبر ۱۸۶۹  |                | یولیسیز سایمن گرانت   |
| ۳۰    |                | William W. Belknap             | آیووا           | ۲۵ اکتبر ۱۸۶۹   | ۲ مارس ۱۸۷۶     |                | یولیسیز سایمن گرانت   |
| ۳۱    |                | Alphonso Taft                  | اوهایو          | ۸ مارس ۱۸۷۶     | ۲۲ مه ۱۸۷۶      |                | یولیسیز سایمن گرانت   |
| ۳۲    |                | جی. دونالد کامرون              | پنسیلوانیا      | ۲۲ مه ۱۸۷۶      | ۴ مارس ۱۸۷۷     |                | یولیسیز سایمن گرانت   |
| ۳۳    |                | George W. McCrary              | آیووا           | ۱۲ مارس ۱۸۷۷    | ۱۰ دسامبر ۱۸۷۹  |                | رادرفورد بیرچارد هیز  |
| ۳۴    |                | الکساندر رمزی                  | مینه‌سوتا        | ۱۰ دسامبر ۱۸۷۹  | ۴ مارس ۱۸۸۱     |                | رادرفورد بیرچارد هیز  |
| ۳۵    |                | رابرت تاد لینکلن               | ایلینوی         | ۵ مارس ۱۸۸۱     | ۴ مارس ۱۸۸۵     |                | جیمز آبرام گارفیلد    |
| ۳۵    | چستر آلن آرتور | رابرت تاد لینکلن               | ایلینوی         | ۵ مارس ۱۸۸۱     | ۴ مارس ۱۸۸۵     |                |                       |
| ۳۶    |                | William Crowninshield Endicott | ماساچوست        | ۵ مارس ۱۸۸۵     | ۴ مارس ۱۸۸۹     |                | گروور کلیولند         |
| ۳۷    |                | ردفیلد پروکتور                 | ورمانت          | ۵ مارس ۱۸۸۹     | ۵ نوامبر ۱۸۹۱   |                | بنجامین هریسون        |
| ۳۸    |                | استیون بنتون الکینس            | ویرجینای غربی   | ۱۷ دسامبر ۱۸۹۱  | ۴ مارس ۱۸۹۳     |                | بنجامین هریسون        |
| ۳۹    |                | Daniel S. Lamont               | نیویورک         | ۵ مارس ۱۸۹۳     | ۴ مارس ۱۸۹۷     |                | گروور کلیولند         |
| ۴۰    |                | راسل ای. آلگر                  | میشیگان         | ۵ مارس ۱۸۹۷     | ۱ اوت ۱۸۹۹      |                | ویلیام مک‌کینلی        |
| ۴۱    |                | الیو روت                       | نیویورک         | ۱ اوت ۱۸۹۹      | ۳۱ ژانویه ۱۹۰۴  |                | ویلیام مک‌کینلی        |
| ۴۱    | تئودور روزولت  | الیو روت                       | نیویورک         | ۱ اوت ۱۸۹۹      | ۳۱ ژانویه ۱۹۰۴  |                |                       |
| ۴۲    |                | ویلیام هووارد تفت              | اوهایو          | ۱ فوریه ۱۹۰۴    | ۳۰ ژوئن ۱۹۰۸    |                |                       |
| ۴۳    |                | Luke Edward Wright             | تنسی            | ۱ ژوئیه ۱۹۰۸    | ۴ مارس ۱۹۰۹     |                |                       |
| ۴۴    |                | Jacob M. Dickinson             | تنسی            | ۱۲ مارس ۱۹۰۹    | ۲۱ مه ۱۹۱۱      |                | ویلیام هووارد تفت     |
| ۴۵    |                | هنری استیمسون                  | نیویورک         | ۲۲ مه ۱۹۱۱      | ۴ مارس ۱۹۱۳     |                | ویلیام هووارد تفت     |
| ۴۶    |                | Lindley Miller Garrison        | نیوجرسی         | ۵ مارس ۱۹۱۳     | ۱۰ فوریه ۱۹۱۶   |                | توماس وودرو ویلسون    |
| ۴۷    |                | Newton D. Baker                | اوهایو          | ۹ مارس ۱۹۱۶     | ۴ مارس ۱۹۲۱     |                | توماس وودرو ویلسون    |
| ۴۸    |                | جان دبلیو. ویکس                | ماساچوست        | ۵ مارس ۱۹۲۱     | ۱۳ اکتبر ۱۹۲۵   |                | وارن جی. هاردینگ      |
| ۴۸    | کالوین کولیج   | جان دبلیو. ویکس                | ماساچوست        | ۵ مارس ۱۹۲۱     | ۱۳ اکتبر ۱۹۲۵   |                |                       |
| ۴۹    |                | دوایت اف دیویس                 | میزوری          | ۱۴ اکتبر ۱۹۲۵   | ۴ مارس ۱۹۲۹     |                |                       |
| ۵۰    |                | James William Good             | ایلینوی         | ۶ مارس ۱۹۲۹     | ۱۸ نوامبر ۱۹۲۹  |                | هربرت هوور            |
| ۵۱    |                | Patrick J. Hurley              | اکلاهما         | ۹ دسامبر ۱۹۲۹   | ۴ مارس ۱۹۳۳     |                | هربرت هوور            |
| ۵۲    |                | George Dern                    | یوتا            | ۴ مارس ۱۹۳۳     | ۲۷ اوت ۱۹۳۶     |                | فرانکلین دلانو روزولت |
| ۵۳    |                | Harry Hines Woodring           | کانزاس          | ۲۵ سپتامبر ۱۹۳۶ | ۲۰ ژوئن ۱۹۴۰    |                | فرانکلین دلانو روزولت |
| ۵۴    |                | هنری استیمسون                  | نیویورک         | ۱۰ ژوئیه ۱۹۴۰   | ۲۱ سپتامبر ۱۹۴۵ |                | فرانکلین دلانو روزولت |
| ۵۴    | هری ترومن      | هنری استیمسون                  | نیویورک         | ۱۰ ژوئیه ۱۹۴۰   | ۲۱ سپتامبر ۱۹۴۵ |                |                       |
| ۵۵    |                | Robert P. Patterson            | نیویورک         | ۲۷ سپتامبر ۱۹۴۵ | ۱۸ ژوئیه ۱۹۴۷   |                |                       |
| ۵۶    |                | Kenneth C. Royall              | کارولینای شمالی | ۱۹ ژوئیه ۱۹۴۷   | ۱۸ سپتامبر ۱۹۴۷ |                |                       |